# Strumigenys xenos
Strumigenys xenos är en myrart som beskrevs av Brown 1955. Strumigenys xenos ingår i släktet Strumigenys och familjen myror. IUCN kategoriserar arten globalt som sårbar. Inga underarter finns listade i Catalogue of Life.

## Bildgalleri

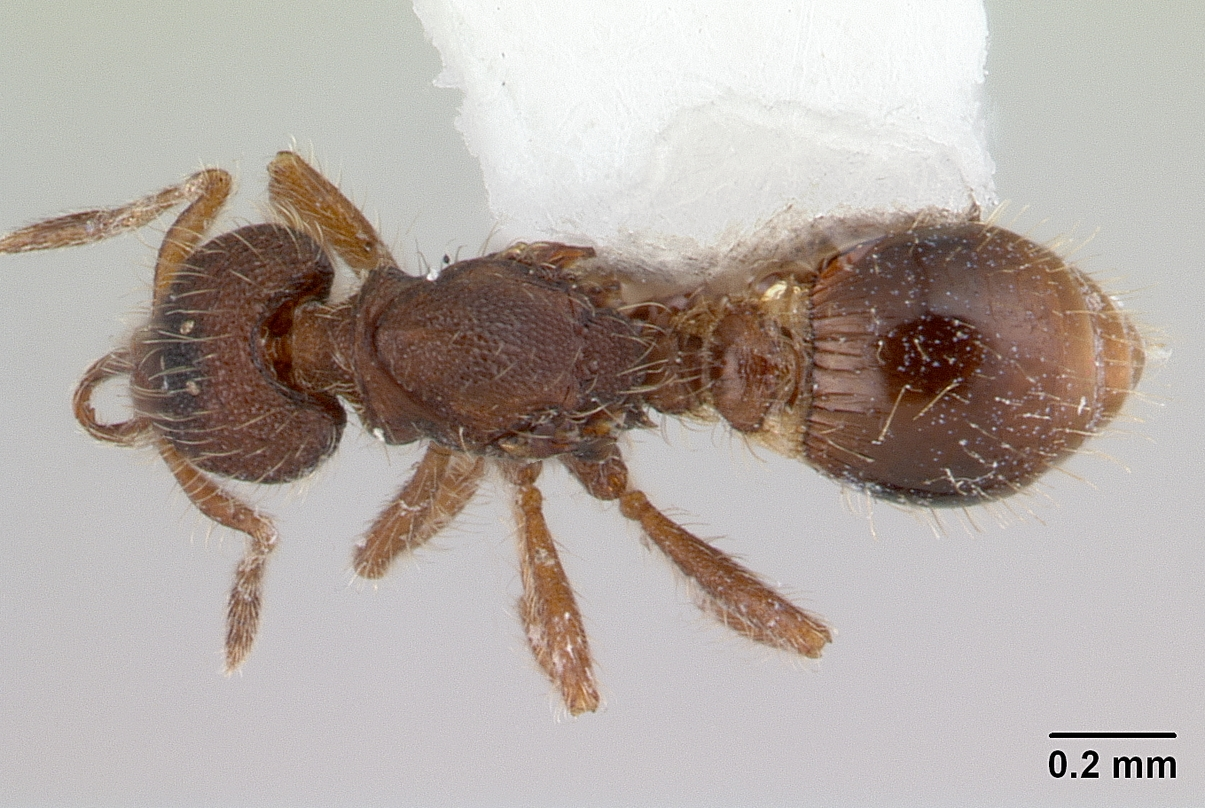
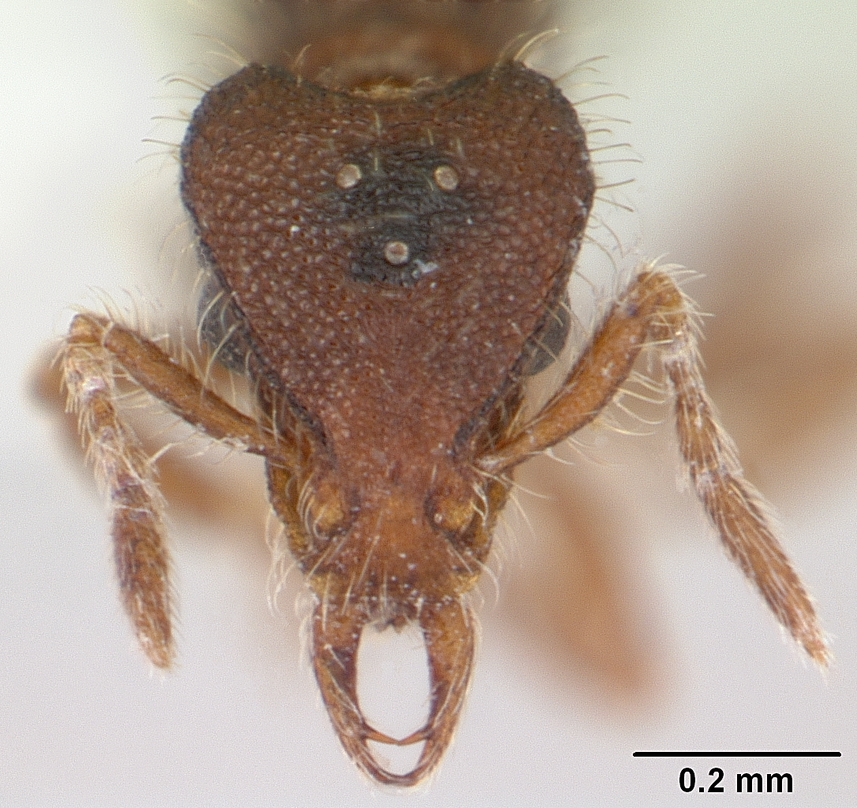
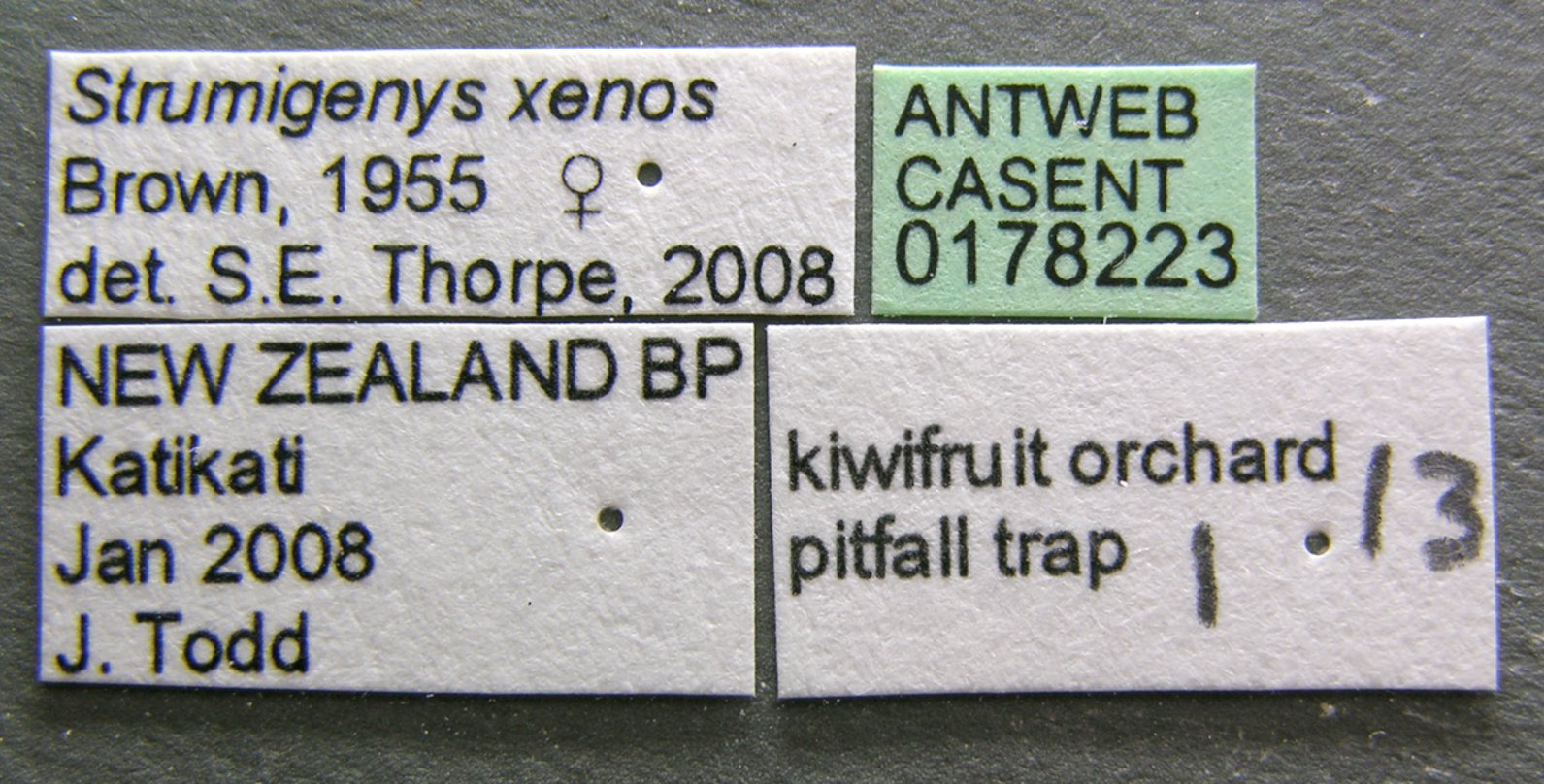
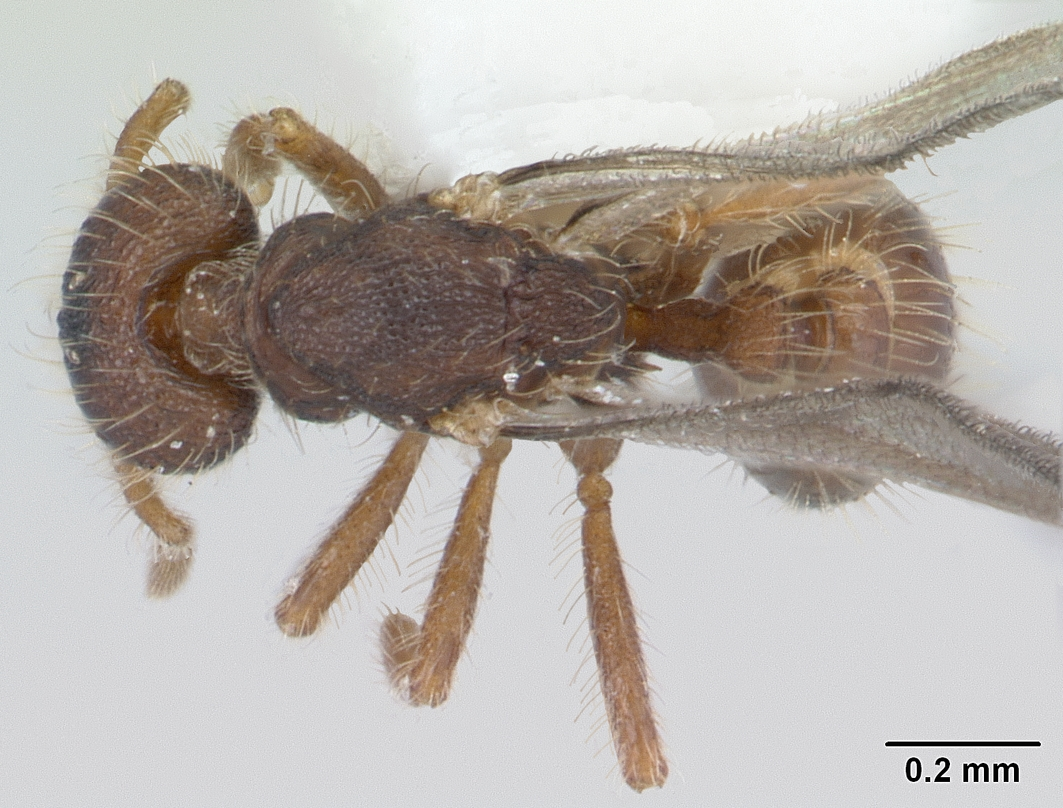
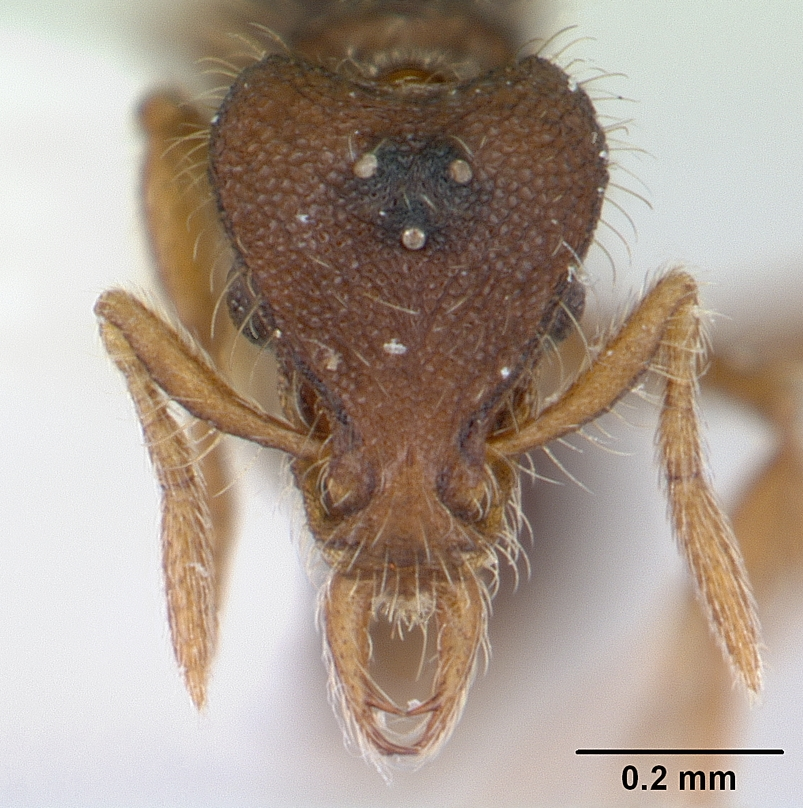
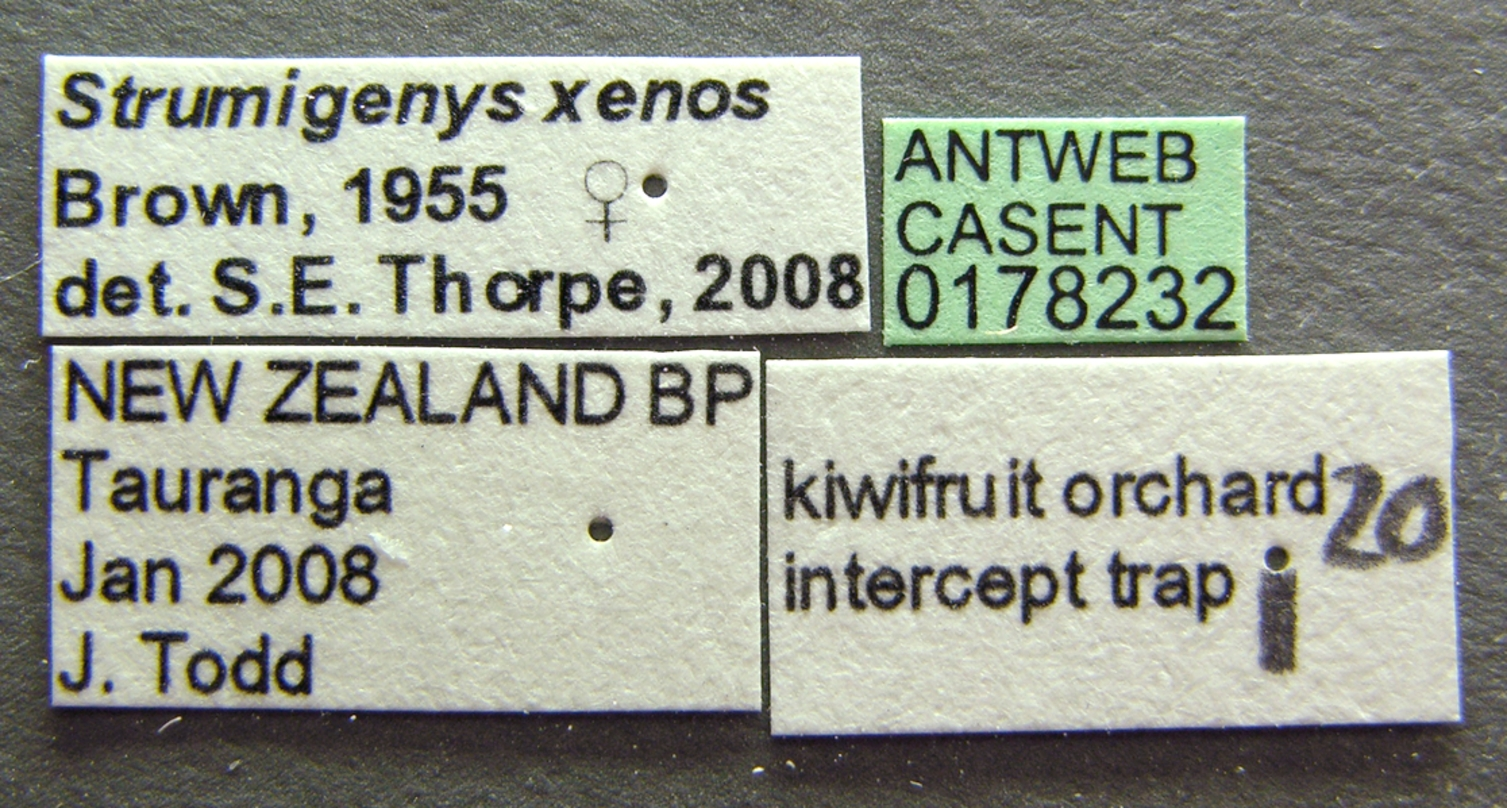